# Bahnhof Asano
Der Bahnhof Asano (jap. 浅野駅, Asano-eki) ist ein Bahnhof auf der japanischen Insel Honshū. Er wird von der Bahngesellschaft JR East betrieben und befindet sich auf dem Gebiet der Stadt Yokohama in der Präfektur Kanagawa, genauer im Bezirk Tsurumi-ku.

## Verbindungen
Asano ist ein Trennungsbahnhof an der Tsurumi-Linie der Bahngesellschaft JR East. Hier verzweigt sich die vom Bahnhof Tsurumi her kommende Strecke in zwei Streckenäste. Die Hauptstrecke führt weiter über Hama-Kawasaki nach Ōgimachi. Südostwärts führt eine kurze Zweigstrecke nach Umi-Shibaura. Alle Ziele liegen im weitläufigen Hafen- und Industriegebiet der Städte Yokohama und Kawasaki.
Der Fahrplan ist in besonderem Maße auf den Pendlerverkehr ausgerichtet. Während der Hauptverkehrszeit fahren die Züge ab Tsurumi durchschnittlich alle vier bis sechs Minuten, tagsüber alle 20 Minuten, an Wochenenden alle 10 bis 20 Minuten. Sie verkehren östlich von Asano abwechslungsweise nach Ōgimachi, Umi-Shibaura oder Ōkawa, sodass auf den Zweigstrecken zeitweise lediglich ein 40- bis 80-Minuten-Takt angeboten wird.

## Anlage
Der Keilbahnhof steht im Stadtteil Bentenchō, der zum Bezirk Tsurumi-ku von Yokohama gehört. Er ist umgeben von Sportanlagen an der Nordseite und von einem Stahlwerk des Unternehmens JFE an der Südseite. Die ebenerdige Anlage ist von Südwesten nach Nordosten ausgerichtet und besitzt vier Gleise, die alle dem Personenverkehr dienen. Die Hauptstrecke der Tsurumi-Linie verläuft nördlich am Empfangsgebäude vorbei, gefolgt von einem höhengleichen Bahnübergang und einer Brücke über einen Hafenkanal. Dieser Bahnhofteil besitzt einen Mittelbahnsteig, der an der Ostseite vom Bahnübergang her erreichbar ist. Die Zweigstrecke biegt unmittelbar westlich des Bahnhofs ab, passiert in einer Kurve das Empfangsgebäude an dessen Südseite und führt nach Südosten. Beide Gleise werden von je einem Seitenbahnsteig flankiert, wobei der südliche von einem anderen, ebenfalls an der Ostseite gelegenen Bahnübergang aus erschlossen wird.

## Gleise
| 1 | ▉ Tsurumi-Linie | Hama-Kawasaki • Ōgimachi |
| 2 | ▉ Tsurumi-Linie | Tsurumi                  |
| 3 | ▉ Tsurumi-Linie | Umi-Shibaura             |
| 4 | ▉ Tsurumi-Linie | Tsurumi                  |

## Linien
| Verlauf der Tsurumi-Linie |
| --- |
| Tsurumi • Kokudō • Tsurumi-Ono • Bentembashi • Asano • Anzen • Musashi-Shiraishi • Hama-Kawasaki • Shōwa • Ōgimachi Umi-Shibaura-Zweigstrecke: Asano • Shin-Shibaura • Umi-Shibaura Ōkawa-Zweigstrecke: Anzen • Ōkawa |

## Geschichte

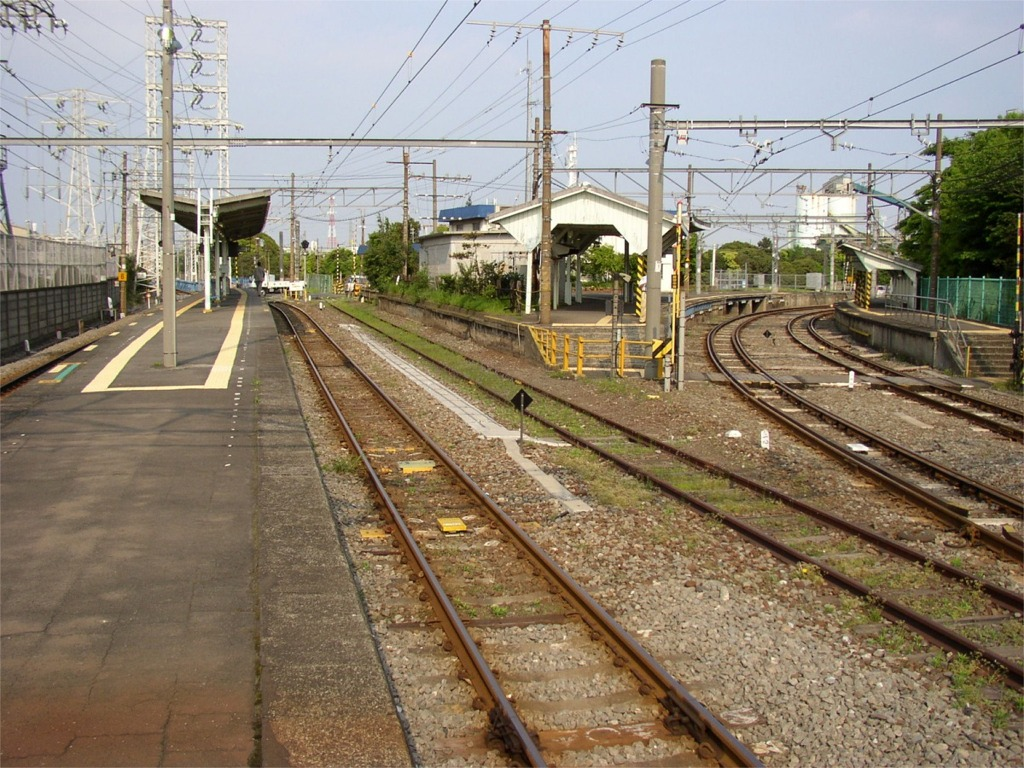
Ansicht der Bahnsteige und die Verzweigung

Die zum Asano-Zaibatsu gehörende Bahngesellschaft Tsurumi Rinkō Tetsudō eröffnete den Bahnhof am 10. März 1926, zusammen mit dem Streckenabschnitt zwischen Bentenbashi und Hama-Kawasaki. Zunächst diente er ausschließlich dem Güterverkehr, ab 28. Oktober 1930 auch dem Personenverkehr. Am 10. Juni 1932 kam die Zweigstrecke nach Shin-Shibaura hinzu, die am 1. November 1940 nach Umi-Shibaura verlängert wurde. Während des Pazifikkriegs strebte der Staat danach, verschiedene Privatbahnen von strategisch wichtiger Bedeutung unter seine Kontrolle zu bringen. Entsprechend einer 1941 erlassenen Verordnung ging das Streckennetz der Tsurumi Rinkō Tetsudō am 1. Juli 1943 in staatlichen Besitz über.
Seit 1971 ist Asano nicht mehr mit Personal besetzt, als die Japanische Staatsbahn Fahrscheinautomaten installierte. Als weitere Rationalisierungsmaßnahme stellte sie am 1. November 1986 den Güterumschlag ein. Im Rahmen der Staatsbahnprivatisierung gingen der Bahnhof und die Tsurumi-Linie am 1. April 1987 in den Besitz der neuen Bahngesellschaft JR East über.